# Велике Поросяткове кіно
«Велике Поросяткове кіно» (англ. Piglet's Big Movie) — американський анімаційний фільм 2003 року.

## Український дубляж
- Вінні — Дмитро Завадський
- Поросятко — Євген Малуха
- Тигрик — Юрій Коваленко
- Кролик — Микола Луценко
- Віслючок — Олександр Ігнатуша
- Крістофер Робін — Єгор Орлов
- Сова — Євген Лунченко
- Кенга — Лариса Руснак
- Ру — Олексій Сморигін